# HIST1H1A
HIST1H1A (англ. Histone cluster 1 H1 family member a) – білок, який кодується однойменним геном, розташованим у людей на короткому плечі 6-ї хромосоми. Довжина поліпептидного ланцюга білка становить 215 амінокислот, а молекулярна маса — 21 842.
Представник родини білків гістонів H1.
| 10         |  | 20         |  | 30         |  | 40         |  | 50         |
| ---------- |  | ---------- |  | ---------- |  | ---------- |  | ---------- |
| MSETVPPAPA |  | ASAAPEKPLA |  | GKKAKKPAKA |  | AAASKKKPAG |  | PSVSELIVQA |
| ASSSKERGGV |  | SLAALKKALA |  | AAGYDVEKNN |  | SRIKLGIKSL |  | VSKGTLVQTK |
| GTGASGSFKL |  | NKKASSVETK |  | PGASKVATKT |  | KATGASKKLK |  | KATGASKKSV |
| KTPKKAKKPA |  | ATRKSSKNPK |  | KPKTVKPKKV |  | AKSPAKAKAV |  | KPKAAKARVT |
| KPKTAKPKKA |  | APKKK      |  |            |  |            |  |            |

A: Аланін

D: Аспарагінова кислота

E: Глутамінова кислота

F: Фенілаланін

G: Гліцин

I: Ізолейцин

K: Лізин

L: Лейцин

M: Метіонін

N: Аспарагін

P: Пролін

Q: Глутамін

R: Аргінін

S: Серин

T: Треонін

V: Валін

Кодований геном білок за функцією належить до фосфопротеїнів. 
Задіяний у такому біологічному процесі, як ацетилювання. 
Білок має сайт для зв'язування з ДНК. 
Локалізований у ядрі, хромосомах.